# کالو کوتکاس
کالو کوتکاس (استونیایی: Kalev Kotkas؛ زادهٔ ۱۰ آوریل ۱۹۶۰) سیاستمدار و نماینده سابق مجلس اهل استونی است.